# Benson & Hedges
Benson & Hedges es una marca británica de cigarrillos propiedad del conglomerado estadounidense Altria. Los cigarrillos bajo el nombre Benson & Hedges son fabricados en todo el mundo por diferentes empresas como Rothmans, Benson & Hedges, Philip Morris USA,  British American Tobacco,  o Japan Tobacco,  dependiendo de la región. En el Reino Unido, están registrados en Old Bond Street en Londres, y se fabricaron en Lisnafillan, Ballymena, Irlanda del Norte, antes de que la producción se trasladara a Europa del Este en 2017.[cita requerida]
Se elaboran predominantemente con tabaco Virginia. 

## Historia
Benson & Hedges fue fundada en Londres en 1873 por Richard Benson y William Hedges como Benson and Hedges Ltd. Alfred Paget Hedges sucedió a su padre en el negocio en 1885, el mismo año en que Richard Benson dejó el negocio. En la década de 1900 se abrieron sucursales de Benson & Hedges Ltd. en Estados Unidos y Canadá. En 1928, la sucursal americana se independizó y fue comprada por Philip Morris en 1958. Benson & Hedges Ltd en el Reino Unido fue adquirida por el Grupo Gallaher en 1955. 
En 1878 se emitió una Orden Real a la compañía británica, después de los cinco años requeridos de suministro a la Familia Real.[cita requerida] Fue revocada en 1999 debido a una "falta de demanda en las casas reales".  Se eliminó el sello de garantía que anteriormente estaba en la tapa abatible de la caja.

## Escisiones
En julio de 1968, Philip Morris lanzó Virginia Slims, una marca derivada de Benson & Hedges destinada a ser vendida a mujeres. Se vendieron durante un período en el que la sociedad comenzaba a darse cuenta de los peligros de fumar. Por lo tanto, eran una alternativa más fina y "elegante" a los cigarrillos normales. 

## Patrocinios

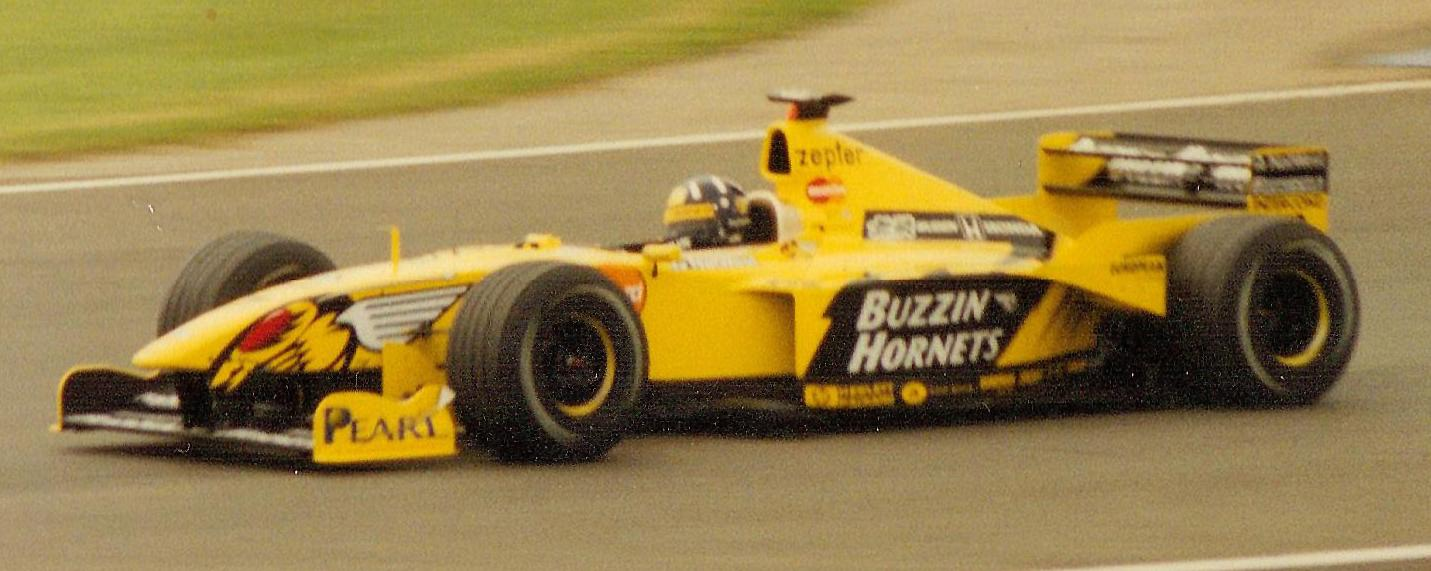
Damon Hill conduciendo para Jordan Grand Prix en el Gran Premio de Gran Bretaña de 1999. Obsérvese la decoración alternativa utilizada con "Buzzin' Hornets" en vez de "Benson & Hedges".

### Fórmula 1
De 1996 a 2005, la empresa fue el patrocinador principal del equipo Jordan Grand Prix. Al competir en países con prohibiciones a la publicidad del tabaco (como el Reino Unido, Francia y más tarde Alemania, Bélgica, Canadá, Estados Unidos, Italia y Turquía), el equipo utilizó diseños alternativos como "Bitten & Hisses", "Buzzin' Hornets", "Bitten Heroes" y "Be on Edge" para eludir las prohibiciones a la publicidad de cigarrillos y al mismo tiempo seguir promocionando su producto.

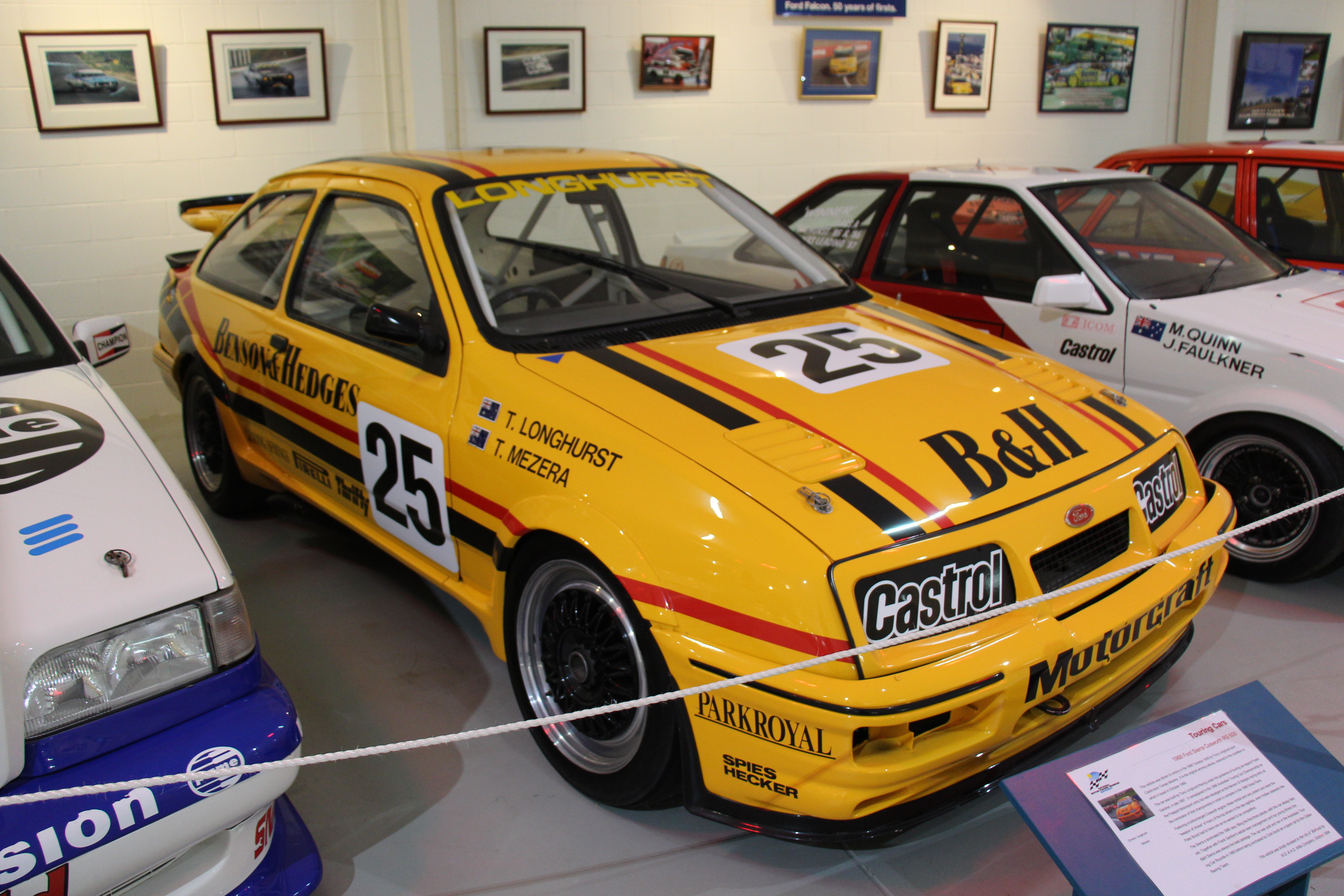
El Ford Sierra de Tony Longhurst, ganador de la Bathurst 1000 en 1988, en el museo de Bathurst

### Campeonato australiano de turismos
Benson & Hedges patrocinó al equipo de Tony Longhurst en la década de 1980 y principios de la de 1990 en las carreras de turismos de Australia. Todos los patrocinios cesaron cuando la legislación del gobierno federal de 1996 prohibió la publicidad del tabaco en eventos deportivos.

### Patinaje sobre hielo
Benson & Hedges patrocinó el espectáculo itinerante sobre hielo"Benson & Hedges on Ice", a finales de la década de 1980.[cita requerida]

### Cricket
A lo largo de las décadas de 1970 y 1980, la empresa fue un patrocinador importante del cricket internacional, con derechos de nombre para Test Cricket con las pruebas localesAustralia y la mayoría de los torneos One Day International celebrados en Australia, incluida la Copa de la Serie Mundial, el Campeonato Mundial de Cricket celebrado en 1985 para conmemorar el 150 aniversario de Victoria y la Copa Mundial de Cricket de 1992 celebrada por Australia y Nueva Zelanda y la competición de copa de un día del condado inglés, la Copa Benson & Hedges. El patrocinio australiano finalizó en 1996 debido a la prohibición del Gobierno Federal sobre la publicidad del tabaco, mientras que el patrocinio en Inglaterra continuó hasta 2002, cuando el Gobierno del Reino Unido prohibió el patrocinio del tabaco, lo que llevó a que la competencia inglesa fuera reemplazada por la Copa T20, ahora conocida como T20 Blast .

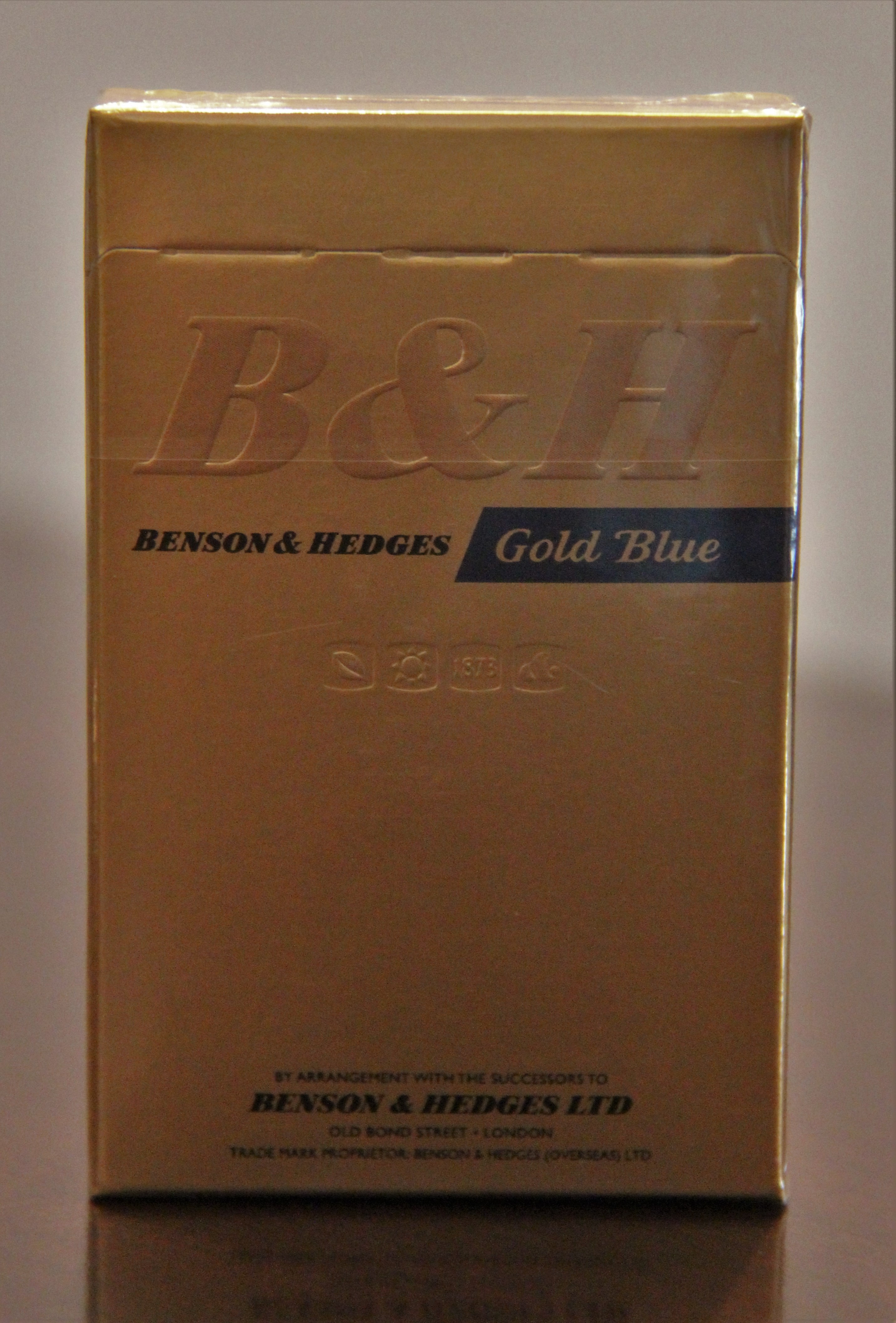
Benson & Hedges Gold Blue.

### Otros
Benson & Hedges fue un importante patrocinador de la Semana de la Moda iD Dunedin en Nueva Zelanda desde la década de 1940 hasta 1995.[cita requerida], aproximadamente en la misma época en que se prohibió por completo el patrocinio del tabaco. La Ley de Entornos Libres de Humo de 1990 de Nueva Zelanda ya estaba en vigor en 1990 y restringía el hábito de fumar en las oficinas, en las zonas públicas de los lugares de trabajo, en los lugares públicos y de comida y en el transporte; prohibía la publicidad de productos de tabaco, el patrocinio del tabaco y la publicidad del tabaco en otros productos, y establecía un consejo de patrocinio de la salud. Antes de eso, sin embargo, Benson & Hedges patrocinó la semana de la moda otorgando sus entradas en paquetes inspirados en cajas de cigarrillos doradas y permitiendo a las mujeres elegir varios artículos novedosos y accesorios para cigarrillos. 
Benson & Hedges patrocinó los concursos de fuegos artificiales Symphony of Fire en Montreal, Quebec, Toronto, Ontario y Vancouver, Columbia Británica, hasta que las leyes de publicidad del tabaco aprobadas por el Gobierno de Canadá entraron en vigor en 2000.   Además, el 29 de noviembre de 2000, Benson & Hedges retiró su patrocinio del Festival Internacional de Cine de Toronto como respuesta a la nueva legislación federal que entraría en vigor en octubre de 2003 y que eliminaba la capacidad de las compañías tabacaleras de patrocinar eventos y las artes. 
Benson & Hedges patrocinó la película B&H Golden Dreams (posteriormente B&H Gold & Dreams ) y B&H Golden Dreams Extreme en TV3 de Malasia en la década de 1990.[cita requerida]

## Controversias

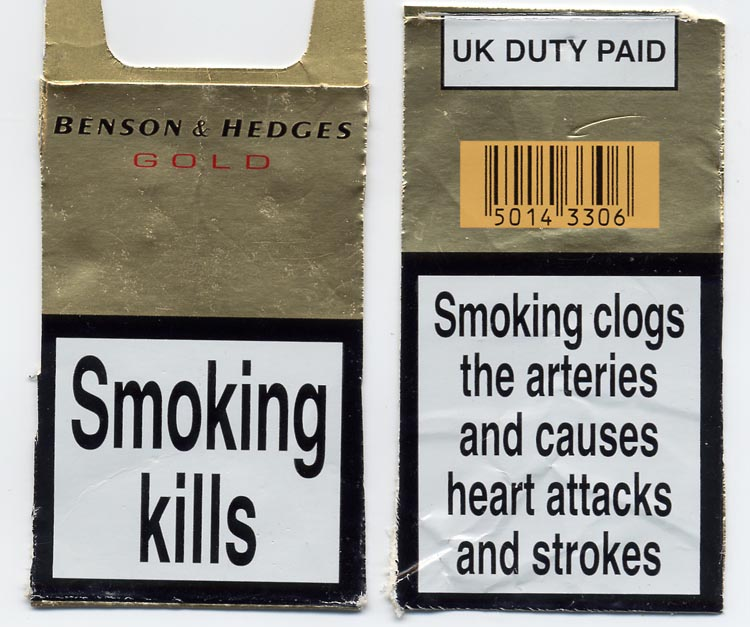
Anverso y reverso de un paquete de cigarrillos del Reino Unido en 2003.

### Demanda colectiva canadiense
Las tres mayores empresas tabacaleras canadienses, Imperial Tobacco Canada, JTI-Macdonald Corp y Rothmans Benson & Hedges, fueron objeto de la mayor demanda colectiva en la historia de Canadá, presentada por fumadores actuales y ex fumadores. El caso comenzó el 12 de marzo de 2012 en Tribunal Superior de Quebec, y las empresas enfrentaban un posible pago de 27 mil millones de dólares canadienses (27,30 mil millones de dólares estadounidenses) en daños y sanciones.    Además, varias provincias canadienses se están uniendo para demandar a las compañías tabacaleras con el fin de recuperar los costos de atención médica causados por el tabaquismo. 
Para el 1 de junio de 2015, el juez del Tribunal Superior de Quebec, Brian Riordan, había concedido más de 15 mil millones de dólares a los fumadores de Quebec en un caso histórico que enfrentó a tres gigantes canadienses del tabaco, entre ellos JTI-Macdonald Corp.  

## Mercados
Los cigarrillos están disponibles en versiones dorada o plateada, y en algunos países también en rojo, verde (mentolado), azul, blanco y negro. Japan Tobacco también fabrica puros Hamlet .
En Estados Unidos, la marca es propiedad de Philip Morris USA y las variedades disponibles incluyen Kings (caja), Menthol (caja), Multifilter Kings (paquete blando), DeLuxe (caja), DeLuxe Menthol (caja), Luxury y Luxury Menthol (paquete blando o caja).[cita requerida] A partir de 1967, los anuncios televisivos estadounidenses de la marca Benson and Hedges presentaron un tema musical (escrito por Mitch Leigh  ) llamado "The Disadvantages Of You"; del cual se presentó brevemente una versión adaptada para un grupo llamado The Brass Ring. Los comerciales describían con humor varias "desventajas" que encontraban los fumadores que luchaban por adaptarse a la longitud inusual de los Benson and Hedges 100, que eran "más largos que los de tamaño king, al mismo precio que estos últimos". Estos comerciales se emitieron hasta que se prohibió la publicidad de cigarrillos en la televisión estadounidense en 1971. La campaña publicitaria impresa relacionada continuó durante varios años.
La marca se vendido o aún se vende en: Reino Unido, Irlanda, Dinamarca, Pakistán, Luxemburgo, Bélgica, Países Bajos, Alemania, Francia, Austria, Suiza, España, Ceuta y Melilla, Italia, Chipre, Polonia, República Checa, Hungría, Rumania , Lituania, Eslovenia, Serbia, Rusia, Kazajstán, Egipto, Nigeria, Sudán, Kenia, Sudáfrica, Seychelles, Tailandia, Bangladesh, India, Malasia, Singapur, Japón, Canadá, Estados Unidos, México, Jamaica, Dominica, Trinidad y Tobago, Argentina, Australia, Nueva Zelanda, Croacia .      